# ガス殻星

地球から見える最も明るいガス殻星であるアケルナルの模式図

ガス殻星（がすかくせい、shell star）、シェル星は、スペクトル中に、赤道周囲にガスの円盤を持つことが示される恒星である。物質の流出のため、光度は不規則に変化する。ガス殻星は高速で自転し、その機構に一定の説明を与えているが、未だ謎が残っている。スペクトル型はO7.5からF5であるが、高速の自転と円盤の存在により、スペクトル中の吸収線の幅はかなり広がっている。自転の速度はおおよそ200から250km/sで、自転による加速度が恒星を破壊する寸前である。通常のスペクトルの特徴が変化する輝線によって上書きされるため、スペクトルその他の性質は解釈が難しく、そのため光度階級や正確なスペクトル型は誤認されやすい。
変光星の場合、カシオペヤ座γ型変光星（カシオペヤざガンマがたへんこうせい、Gamma Cassiopeiae variable、GCAS）に分類される。

## 下位分類
ガス殻星は、以下の4つに細分される。
- スペクトル型O7.5からB2.5の初期Be星
- スペクトル型B3からB6.5の中期Be星
- スペクトル型B7からB9.5の後期Be星
- スペクトル型A0からF5のA-Fガス殻星

## 例
ガス殻星のプロトタイプ星は、カシオペヤ座γ星であり、最も明るい例はアケルナルである。また、HR 2309は鋭い吸収線を持ち、小さくはっきりした円盤を持つことが示唆される。その他の例には、以下のようなものがある。
- おおいぬ座27番星[6]
- こいぬ座β星[7]
- ペルセウス座φ星[8][9]
- おうし座28番星[10]